# Zelený kruh

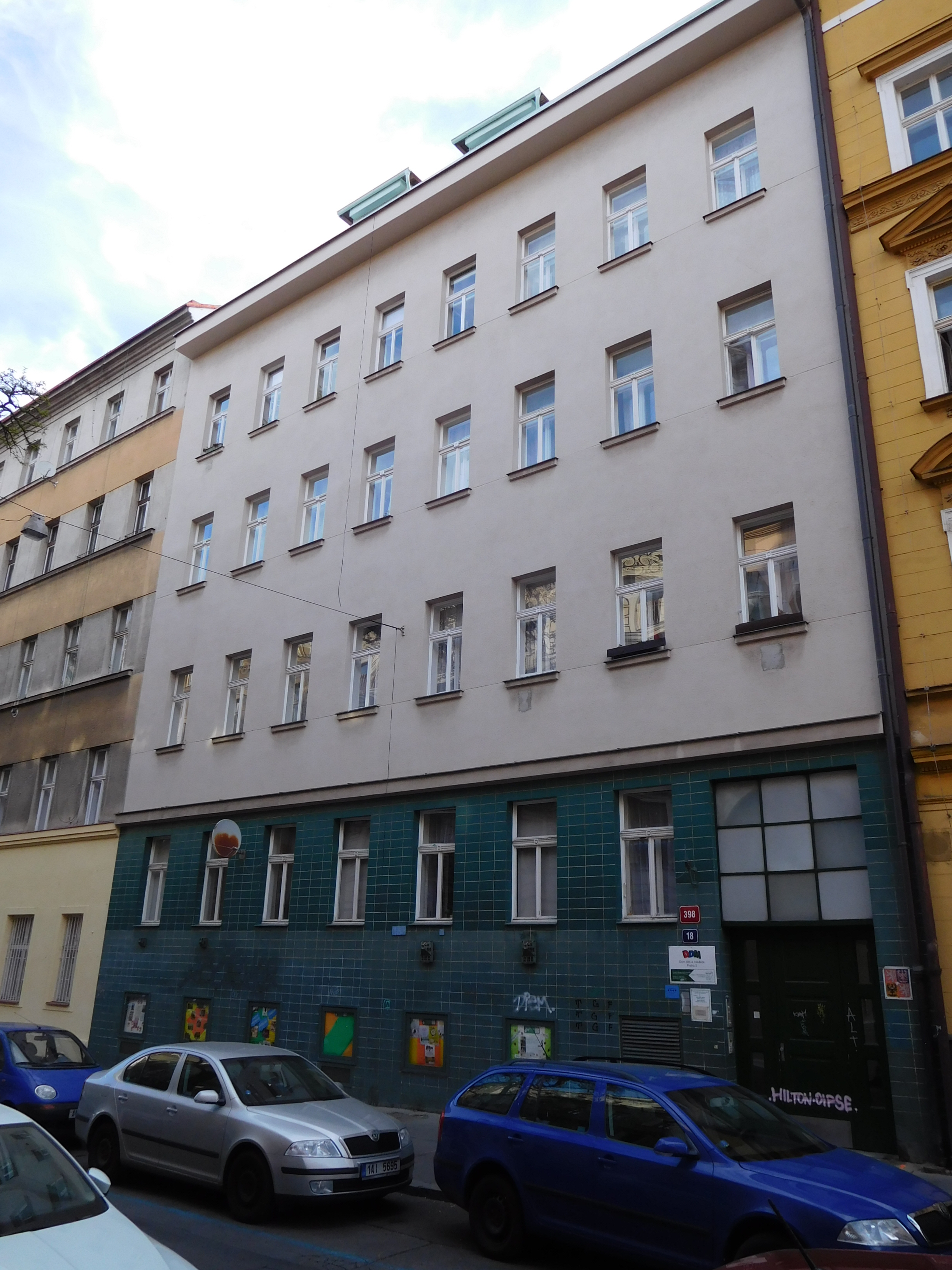
Sídlo organizace, Lublaňská 18, Praha - Vinohrady

Zelený kruh je sdružení 27 českých nevládních neziskových ekologických organizací. Vznikl v listopadu 1989 a od roku 2002 zajišťuje organizační zázemí pro oborovou platformu environmentálních nevládních neziskových organizací. Ta kromě samotných členů ZK zahrnuje ještě dalších 58 organizací.
Zelený kruh úzce spolupracuje se svými členskými organizacemi, poskytuje jim mediální a legislativní servis. Rovněž zpravuje nezávislou oborovou platformu ekologických organizací. Zelený kruh se dlouhodobě věnuje tematice veřejné prospěšnosti, účasti veřejnosti na rozhodování a zprostředkovává nominaci členů neziskových organizací do poradních orgánů. Zelený kruh spolupracuje s Klimatickou koalicí a platformou česko proti chudobě. Je členem European Environmental Bureau (EEB). 
Adresa sdružení je Lublaňská 18, Praha 2.

## Členské organizace
Všechny členské organizace jsou zároveň členy oborové platformy ekologických organizací.
- Hnutí DUHA
- Koalice pro řeky
- Konopa
- Nadace na ochranu zvířat
- Nezávislé sociálně ekologické hnutí (Nesehnutí)
- Občanské sdružení Veselý vrch
- Pražské matky
- PRO-BIO – Svaz ekologických zemědělců
- SEVER – Středisko ekologické výchovy a etiky Rýchory
- Síť ekologických poraden
- Síť středisek ekologické výchovy Pavučina
- Společnost pro trvale udržitelný život (STUŽ)
- Svoboda zvířat Plzeň

- Arnika
- Ateliér pro životní prostředí
- Auto*Mat
- Beleco
- Calla – Sdružení pro záchranu prostředí
- Centrum pro dopravu a energetiku
- Česká společnost ornitologická
- Čisté nebe
- Děti Země
- Ekologický institut Veronica (ZO ČSOP Veronica)
- Frank Bold Society
- Glopolis
- Greenpeace CZ
- Hnutí Brontosaurus

## Členové oborové platformy
Členy oborové platformy jsou všechny výše uvedené členské organizace ZK a následující organizace:
- N.O.S. – Nepomucký ornitologický spolek
- NaZemi – Společnost pro fair trade
- Občanské sdružení AMETYST
- OBRAZ
- Oživení
- PRO-BIO – LIGA ochrany spotřebitelů potravin a přátel ekologického zemědělství
- Přátelé přírody z.s.
- Rezekvítek
- Rosa o.p.s.
- Sdružení Krajina
- Silezika
- Společnost pro zahradní a krajinářskou tvorbu
- Společnost pro zvířata
- Svaz ochrany přírody a krajiny ČR
- TEREZA
- TYTO
- Unie pro řeku Moravu
- Ústecké šrouby, z.s.
- VAVÁKY
- Vespolek, o.s.
- Zdravé životní prostředí Jeníšov
- Zelený dům Chrudim
- ZO ČSOP 11/11 Zvoneček
- ZO ČSOP Armillaria
- ZO ČSOP BERKUT
- ZO ČSOP Ekoinfocentrum
- ZO ČSOP JARO Jaroměř
- ZO ČSOP Klíny
- Zvonečník

- Actaea - společnost pro přírodu a krajinu
- Agentura GAIA
- Apus
- AREA viva
- Centrum ekologické a globální výchovy Cassiopeia
- Centrum ekologické výchovy VIANA (Schola Humanitas Litvínov)
- Centrum pro komunitní práci
- Centrum rozvoje Česká Skalice
- CZ Biom - České sdružení pro biomasu
- České Švýcarsko
- Český a Slovenský dopravní klub
- Čmelák - Společnost přátel přírody
- DAPHNE ČR - Institut aplikované ekologie
- Dobře zapsaný spolek
- Dopravní federace
- Eco - infocentrum Ostrava
- Ecoinstitut
- Ekologické centrum Meluzína
- El Grifo
- Fairwood o.s.
- Fórum 50 %
- Chaloupky
- Jihočeské matky, o.s.
- Jizersko-ještědský horský spolek
- Juniperia
- Krasec
- Krocan
- Moravský ornitologický spolek
- Muzeum přírody Český ráj